# Kubutz
| Kubutz                                                                                                |                       |
| ֻ |                       |
| AFI                                                                                                   | u                     |
| Transliteración                                                                                       | u                     |
| Unicode                                                                                               | U+05BB                |
| Ejemplo en Español                                                                                    | humano                |
| Niquds semejantes al Kubutz                                                                           | Shuruk, Mappiq, Hiriq |
| Muestra                                                                                               |                       |
| קֻבּוּץ                                                                                                  |                       |
| La palabra kubutz ampliada, en su representación nativa. Su primer niqud (kubūts) es el kubutz en sí. |                       |
| Otros Niquds                                                                                          |                       |
| Sheva·Hiriq·Zeire·Segol·Pataj·Kamatz·Holam·Daguesh·Mappiq·Shuruk·Kubutz·Rafe·Punto Sin/Shin           |                       |

El kubutz (en hebreo, קֻבּוּץ, kubūts; en el AFI, [ku'buts], y formalmente, קִבּוּץ, qibbûts), es un tipo de niqud hebreo (una vocal), compuesta por tres puntos oblicuos descendentes ( ֻ ), que representa generalmente el sonido [u]. Se diferencia del shuruk (וּ), en que la antedicha representa una u larga ([uː]). Actualmente, este niqud se halla en uso decadente.

## Origen y usos

### Su nombre
El kubutz fue introducido por los masoretas del Tiberíades, a la vez que otros niquds, alrededor del siglo VII.
Originalmente, el niqud era nombrado en los libros de gramática como קִבּוּץ פּוּם (Qibbûṣ Pum), que significa compresión de la boca (véase Características de la Vocal cerrada posterior redondeada), y luego fue suprimido a Qibbûṣ. Debido a la orden de poder identificar los niquds por medio de su primera sílaba, Qibbûṣ fue transcrito a Qubbûṣ, y por tanto, se estilizó a Kubutz. Hoy día, el nombre de Kibutz para referirse a este niqud está en desuso, a excepción de la Academia del Idioma Hebreo.

### Su frecuencia de usos

#### Ortografía actual
Se suele usar en palabras hebreas nativas y con una raíz incierta, adaptada a sus órdenes sintácticas. Pero cuando es necesario el empleo de niquds ortográficamente correctos, es esencial seguir los siguientes paradigmas:
- /CuCCaC/, donde CC es una consonante con Daguesh, por tanto se vuelve doble. Por ejemplo, סֻלָּם, /sul'lam/ (Escala).
- /CuCCa/, como חֻלְדָּה, /χul'da/ (Rata). Semejante al anterior.
- /CəCuCCa/, donde CC cumple con lo mismo que el del primer paradigma. Por ejemplo, נְקֻדָּה, /nəqud'da/ (Punto).
- /CuCCan/
- /CuCCoCet/, con la misma particularidad en CC.
- /CuCCeCet/

También se usa en el cambio de número de ciertos sustantivos y relativos, aquellos que tengan en singular un Holam, que llega a ser sustituido por este niqud en el plural. Por ejemplo, דֻּבִּים, /dub'biym/ (Osos), es en singular דֹּב, /dov/ (Oso).

#### En sus primeras apariciones
Observado las transcripciones bíblicas de las ediciones originales, se puede apreciar que su uso era arbitrario, como si no hubiese gran relevancia en la determinación vocálica y los paradigmas del apartado anterior.

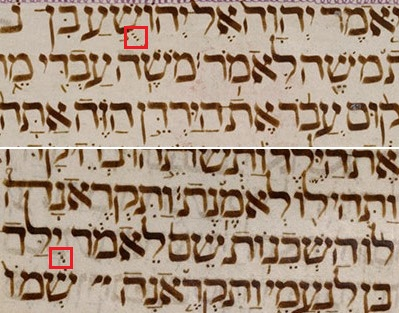
Muestras de un Kubutz, hallados en el fol. 1 (verso) del vol. 2, y el fol. 141 (reverso) del vol. 3, de la Biblia de Lisboa (superior e inferior, respectivamente), remarcados con un cuadrado rojo

El Jeremías 2:19 dice en nativo וּמְשֻׁבוֹתַיִךְ תּוֹכִחֻךְ, ūməʃuvo'tajiχ(sílaba cerrada) toχi ħuχ(sílaba cerrada), que vendría a ser "[...] y tu propia apostasía te escarmentará". Esquematizado, sería /uCəCuCo'CaCiC CoCi CuC/, que haría pensar que aquí, el kubutz sólo serviría para representar la [u] en el interior de las palabras, pues la primera [u] de todas es el shuruk, que no tiene ninguna consonante anterior. Sin embargo, en el Génesis 2:25, se halla עֲרוּמִּים, ʕarūm'miym (Desnudos), con un shuruk en el medio, cuando según los paradigmas anteriores debería haber un kubutz.

## Pronunciación
Como tal se dijo en la Introducción, su diferenciación se encuentra en la longitud de pronunciación de la vocal [u], siendo Kubutz la /u/ (u breve, ŭ), y el Shuruk la /uː/ (u larga, ū). Empero, debido a la exclusión total de niquds en la escritura hebrea actual, la pronunciación de ambas vocales fue generalizada como la primera, una ŭ común, y se representa actualmente la /u/ con un Shuruk, una letra Vav, y no un niqud.